# Déjà Voodoo
Albums de Gov't Mule
The Deepest End
(2003) High and Mighty
(2006)
Déjà Voodoo est le sixième album studio du groupe de rock sudiste et blues rock américain Gov't Mule sorti le 14 septembre 2004 sur le label ATO Records (en).

## Présentation
Déjà Voodoo est le premier album de Gov't Mule à présenter Andy Hess en tant que membre et le premier album studio à présenter Danny Louis en tant que membre.
Il est aussi le premier album que Gov't Mule n'a pas joué en live avant sa sortie.
Le titre fait référence au fait que le groupe pense qu'il bascule[Quoi ?] comme il le faisait avant la mort de l'ancien bassiste Allen Woody.
La première édition américaine, lorsqu'elle était achetée en précommande, était accompagnée d'un disque supplémentaire : Deep Ellum Mule.
L'édition européenne comporte un disque bonus (cinq titres live enregistrés en octobre 2004 pour la radio 93XRT de Chicago).
La réédition américaine (16 mai 2005) comporte l'EP Mo' Voodoo en disque bonus.

## Liste des titres
Toutes les chansons sont écrites et composées par Warren Haynes, sauf annotations.
| 1.    | Bad Man Walking (Haynes, Danny Louis)                     | 4:09  |
| 2.    | About to Rage                                             | 8:06  |
| 3.    | Perfect Shelter                                           | 4:53  |
| 4.    | Little Toy Brain                                          | 5:12  |
| 5.    | Slackjaw Jezebel                                          | 5:27  |
| 6.    | Wine and Blood                                            | 5:47  |
| 7.    | Lola Leave Your Light On (Haynes, Andy Hess, Jeff Anders) | 6:22  |
| 8.    | Silent Scream (Haynes, Louis)                             | 10:58 |
| 9.    | No Celebration                                            | 6:35  |
| 10.   | Mr. Man                                                   | 4:22  |
| 11.   | My Separate Reality                                       | 7:03  |
| 12.   | New World Blues                                           | 6:58  |
| 75:52 |                                                           |       |

| 1. | Slackjaw Jezebel   | 7:34  |
| 2. | Thorazine Shuffle  | 10:52 |
| 3. | About to Rage      | 9:11  |
| 4. | Perfect Shelter    | 4:42  |
| 5. | Beautifully Broken | 6:44  |

| 1. | King's Highway  | 4:53 |
| 2. | I'll Be the One | 5:59 |
| 3. | My Oh My        | 5:07 |
| 4. | I Can't Be You  | 4:34 |
| 5. | Ballerina       | 6:35 |

## Membres
- Warren Haynes – guitare, chant
- Matt Abts – batterie, percussions
- Danny Louis – claviers
- Andy Hess – basse

### Chroniques
- (en) Benjy Eisen, « Gov’t Mule Do More Voodoo - Music News », sur Rolling Stone, 12 mai 2005 (consulté le 26 janvier 2020)
- (en) Shain Shapiro, « Gov't Mule - Deja Voodoo - Music Reviews », sur Exclaim!, 1er novembre 2004 (consulté le 26 janvier 2020)